# Seleção Tchecoslovaca de Futebol
A Seleção Tchecoslovaca (português brasileiro) ou Checoslovaca de Futebol (português europeu) representava a Tchecoslováquia nas competições da FIFA.

## História
A seleção da Tchecoslováquia existiu até 1993, quando se deu a separação desse país em duas repúblicas: a República Tcheca e a Eslováquia. Teve seus grandes momentos nas Copas do Mundo de 1934 e 1962, quando foi vice-campeã, e na Eurocopa de 1976 e nas Olimpíadas de 1980, quando foi campeã.
A Tchecoslováquia se separou amigavelmente no primeiro dia de 1993, com as eliminatórias para a Copa do Mundo de 1994 já em andamento. A seleção do país passou a existir virtualmente como Equipe Tcheca e Eslovaca, deixando de existir após o término das eliminatórias, já que não obteve a classificação para o mundial. A partir daí, República Tcheca e Eslováquia passaram a ter suas respectivas seleções.
A sucessão no esporte, "quem define isso não é a FIFA, nem o Comitê Olímpico Internacional, mas a ONU. É que toda vez que um país se divide, pacificamente ou por guerras, aplica-se um princípio do direito internacional chamado “sucessão de Estados”. Em resumo, novos países resultantes da divisão firmam acordos internacionais definindo quais deles serão herdeiros da nação dissolvida. A herança envolve privilégios e obrigações, como patrimônios e dívidas. Se a ONU aprova o tratado, as federações internacionais de cada modalidade esportiva assinam embaixo e transferem o histórico competitivo para o país herdeiro. Por isso, todas as conquistas da União Soviética – dissolvida em 1991 – estão na conta da Rússia. O caso mais estranho é o da ex-Checoslováquia, que desde 1993 tem dois sucessores oficiais. Nesse caso, os troféus ficam onde a federação internacional de cada esporte definir: a República Checa leva vantagem nessa disputa, herdando a maioria dos troféus e rachando algumas estatísticas esportivas com a vizinha Eslováquia".

## Títulos

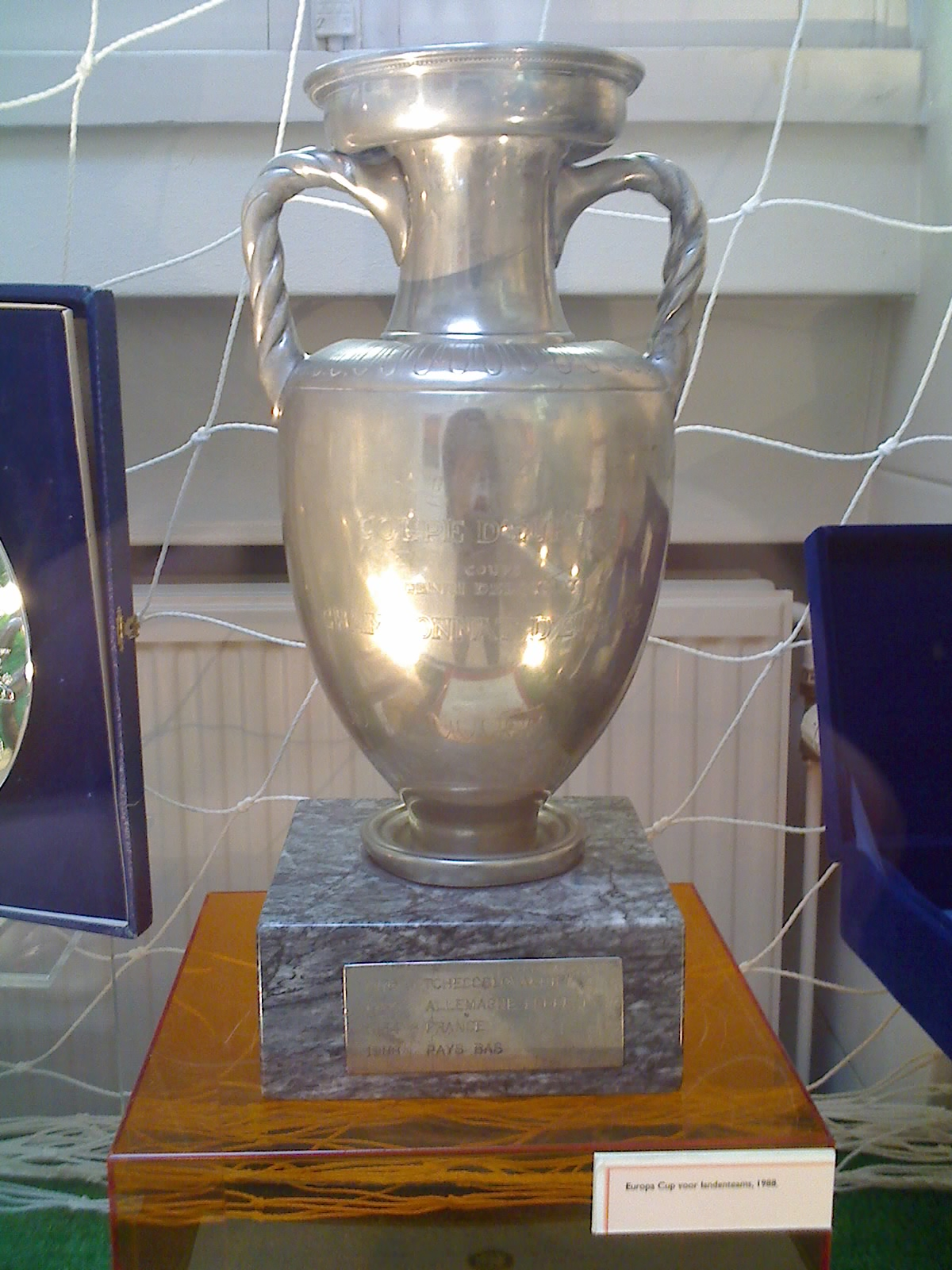
Taça da Eurocopa de 1976, conquistada pelos Thecoslovacos.

| Continentais | Continentais | Continentais | Continentais |
|              | Competição   | Vezes        | Ano          |
| ------------ | ------------ | ------------ | ------------ |
|              | Eurocopa     | 1            | 1976         |

Seleção olímpica
| EVENTOS MULTIESPORTIVOS | EVENTOS MULTIESPORTIVOS | EVENTOS MULTIESPORTIVOS | EVENTOS MULTIESPORTIVOS |
|                         | Competição              | Vezes                   | Ano                     |
| ----------------------- | ----------------------- | ----------------------- | ----------------------- |
|                         | Jogos Olímpicos         | 1                       | 1980                    |
|                         | Jogos Olímpicos         | 1                       | 1964                    |

## Campanhas de destaque
- Vice-Campeã Mundial: 1934 e 1962.
- Eurocopa: 3º lugar — 1960, 1980

## Retrospecto da seleção da Tchecoslováquia em Copas do Mundo
- 1930 — Não disputou
- 1934 — Vice-campeã
- 1938 — Eliminada nas quartas-de-final
- 1950 — Não disputou
- 1954 e 1958 — Elminada na primeira fase
- 1962 — Vice-campeã
- 1966 — Não se classificou
- 1970 — Eliminada na primeira fase
- 1974 e 1978 — Não se classificou
- 1982 — Eliminada na primeira fase
- 1986 — Não se classificou
- 1990 — Eliminada nas quartas-de-final

## Retrospecto da seleção da Tchecoslováquia na Eurocopa
- 1960 — Terceiro lugar
- 1964 a 1972 — Não se classificou
- 1976 — Campeã
- 1980 — Terceiro lugar
- 1984 a 1992 — Não se classificou